# Guillaume IV de Flavacourt
Guillaume de Flavacourt est un évêque catholique français, archevêque de Rouen de 1357 au 1er mai 1359.

## Biographie
Guillaume IV de Flavacourt est issu d'une famille noble du Vexin. Il est le fils de Guillaume, seigneur de Flavacourt et de Jacqueline du Fay, et petit-neveu de Guillaume II de Flavacourt. 
Il devient chanoine de la cathédrale de Rouen jeune, sans doute du vivant de son oncle avant 1306, puis archidiacre, bénéfice qu'il possède jusqu'à ce qu'il devienne évêque. Il est le candidat de Charles, comte de La Marche et frère du roi de France, dont il est le chancelier, à l'archevêché de Rouen en 1318. Toutefois, le pape Jean XXII lui préfère Guillaume de Durfort, soutenu dans cette action par le roi de France Philippe V.
Il est nommé le 9 juillet 1319 évêque de Viviers. Il est transféré le 16 juin 1322 à l'évêché de Carcassonne. Le 26 août 1323, le pape le nomme à l'archevêché d'Auch, fonction habituellement occupée par la maison d'Armagnac, grâce au soutien du roi Charles IV. L'élection en 1319 du chapitre en faveur de Roger d'Armagnac n'est pas confirmée par le pape. Il devient le représentant du pouvoir capétien en Languedoc. Il est de 1325 à 1356 gouverneur du Languedoc, capitaine et lieutenant du roi en 1340, lieutenant du roi en 1345, 1348 et 1350. Il fonde en 1343, d'après une lettre envoyée au pape Clément VI, une bastide aujourd'hui disparue nommée Flavacourt.
Innocent VI fait revenir Guillaume de Flavacourt en Normandie en le nommant le 18 janvier 1357 archevêque de Rouen. Il le restera jusqu'à sa mort. En 1358, il crée le collège des Bons-Enfants, maison pour les étudiants pauvres située près de la porte Cauchoise.
Il meurt en mai 1359.

## Héraldique
Ses armes sont: d'argent, à deux quintefeuilles de gueules, au franc canton de même à une croix fleuronnée d'argent.